# Препроцесор
Препроцесор — програма, яка виконує попередню обробку даних, для того, щоб вони могли використовуватись іншою програмою, наприклад, такою як компілятор. Про дані на виході препроцесора говорять, що вони перебувають у препроцесованій формі, придатній для обробки подальшими програмами (компілятор). Результат і вид обробки залежать від виду препроцесора; так, деякі препроцесори можуть тільки виконати просту текстове підставлення, інші здатні за можливостями порівнятися з мовами програмування. Найчастіший випадок використання препроцесора — обробка початкового коду перед передачею його на наступний крок компіляції. Мови програмування C/C++ і система комп'ютерної верстки TeX використовують препроцесори, що значно розширяють їхні можливості. У деяких мовах програмування етап компіляції й трансляції отримали назву препроцесинг.
Назва широко поширеної скриптової мови програмування PHP є рекурсивним акронімом «PHP: Hypertext Preprocessor».